# (3122) Florence
Pour les articles homonymes, voir Florence (homonymie).
Ne doit pas être confondu avec (3518) Florena ou (349606) Fleurance.
(3122) Florence, désigné provisoirement 1981 ET3, est un astéroïde Amor potentiellement dangereux découvert le 2 mars 1981 par Bobby Bus à Siding Spring.
Le 1er septembre 2017, il s'est approché à 0,047 UA de la Terre (7 millions de kilomètres), au plus proche sa magnitude apparente a atteint 8,8.
Il est nommé en l'honneur de l'infirmière britannique Florence Nightingale.

## Survol du1erseptembre 2017
Les images radar de l'astéroïde obtenues grâce à l'antenne de 70 mètres du Centre de communications spatiales longues distances de Goldstone de la NASA entre le 29 août et le 1er septembre 2017 ont révélé la présence de deux petites lunes,.
Les images radar fournissent également la première vue rapprochée de l'astéroïde Florence. Bien que l'astéroïde soit assez rond, il possède une crête le long de son équateur, au moins un grand cratère, deux grandes régions plates et de nombreuses autres caractéristiques topographiques de petite échelle. Les images radar confirment également que Florence tourne sur lui-même une fois toutes les 2,4 heures, résultat qui avait déjà été déterminé dans le passé à partir des mesures optiques des variations de luminosité de l'astéroïde.
L'observation a également permis de préciser la taille du corps principal qui est d'environ 4,4 km.

## Satellites
Florence est, au 1er septembre 2017, le troisième astéroïde triple connu parmi la population des géocroiseurs qui compte plus de 16 400 corps identifiés en 2017. Les trois astéroïdes triples géocroiseurs connus ont tous été découverts grâce à des observations radar, Florence est le dernier identifié depuis que deux satellites ont été découverts autour de l'astéroïde 1994 CC en juin 2009.
Les deux satellites orbitent à 4,7 et 9,8 km. Leurs tailles ne sont pas encore connues, mais elles feraient probablement aux alentours de 100 et 300 mètres. Les périodes de rotation des lunes autour du corps parent ne sont pas non plus connues avec précision mais elles ont pu être estimées à environ 8 heures pour la lune intérieure et de 22 à 27 heures pour la lune extérieure.
Le satellite intérieur du système détient la période de révolution la plus courte parmi les satellites des 60 astéroïdes géocroiseurs connus en 2017 dotés d'au moins un satellite. Les images radar du complexe Goldstone, d'une résolution de 75 mètres par pixel, dévoilent des lunes représentées par quelques pixels et ne révèlent donc aucun détail.

## Galerie

Caractéristiques de Florence
Animation du 30 août 2017, de 21:48:46 à 22:53:00 (temps UTC) depuis Riga en Lettonie par l'astronome amateur Ingvars Tomsons - Telescope: 600/80 0.6 reduce CCD HEQ5.
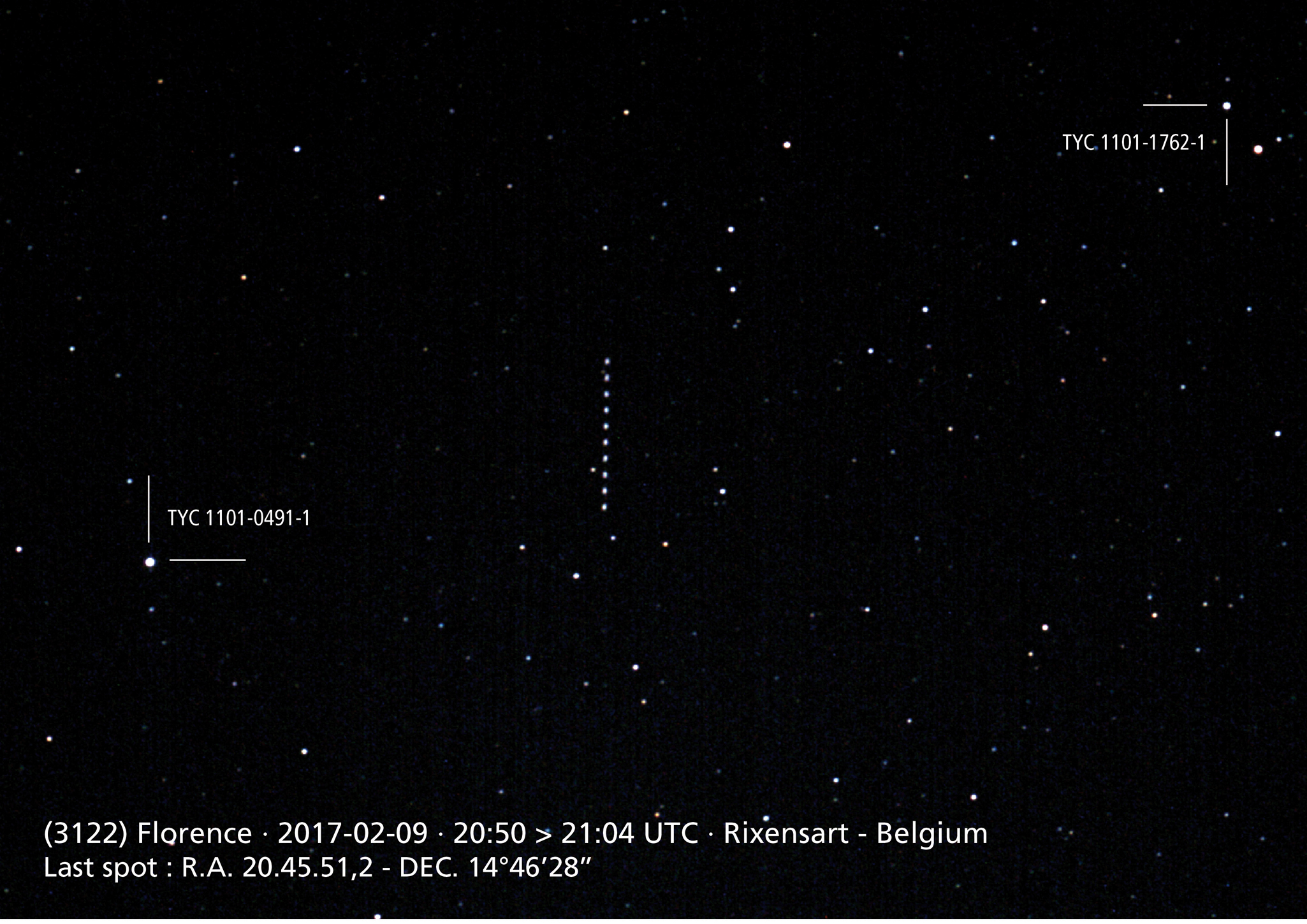
Passage de l'astéroïde (3122) Florence dans le ciel de Belgique le 2 septembre 2017. Télescope FSQ85 capteur : Canon EOS 60Da. Monture équatoriale EM11.
Animation de l'astéroïde Florence prise par le radar d'Arecibo.
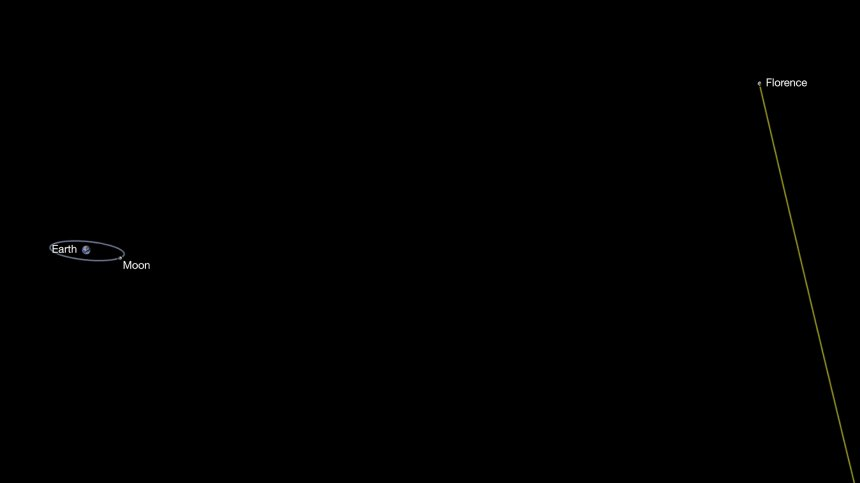
(3122) Florence frôle la Terre en 2017.
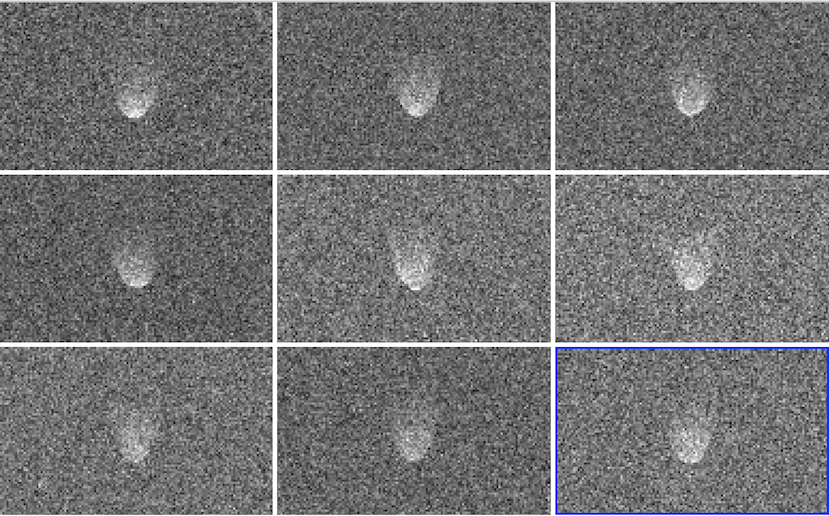
Mosaïque de vues radar du centre Goldstone le 29 août 2017
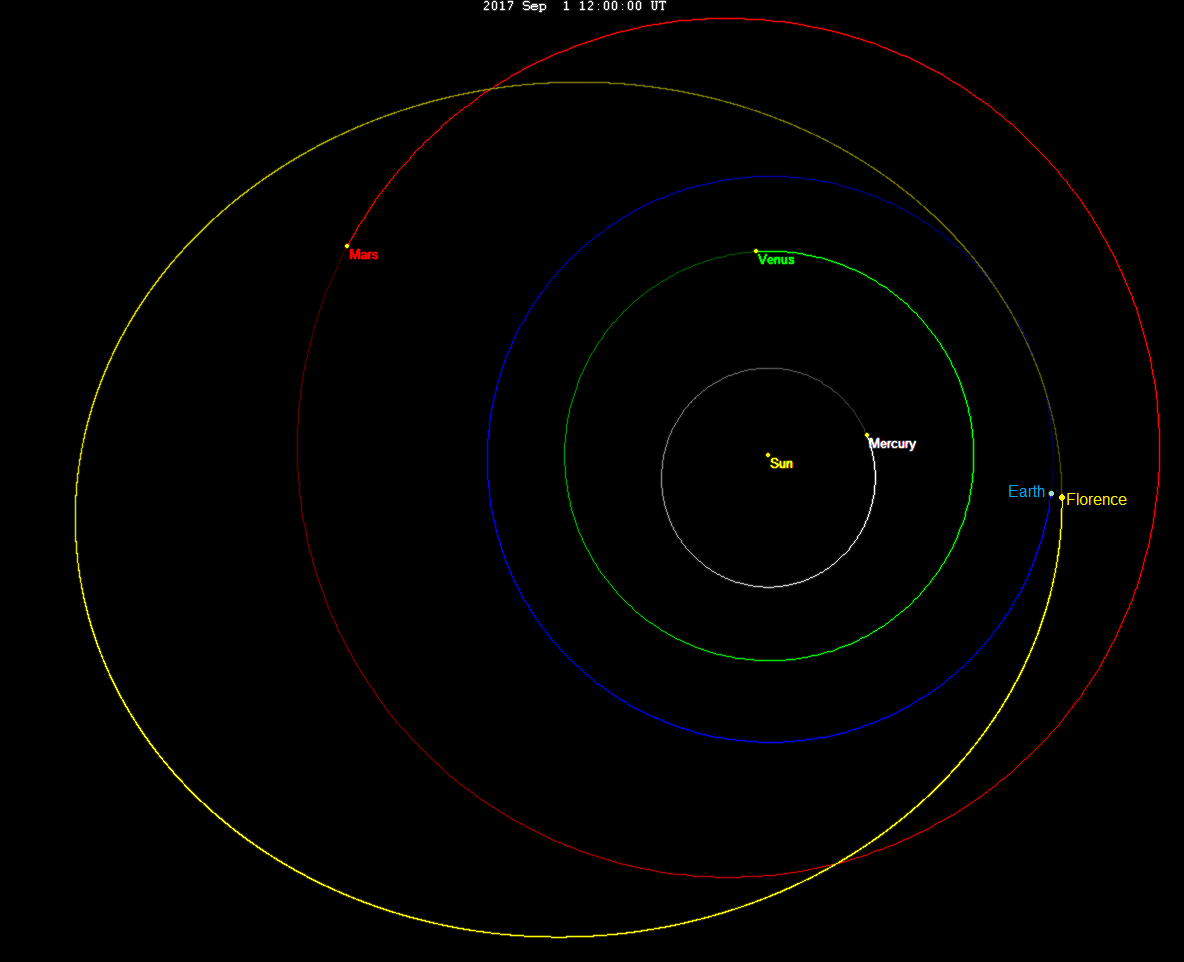
Approche de la Terre du 1er septembre 2017
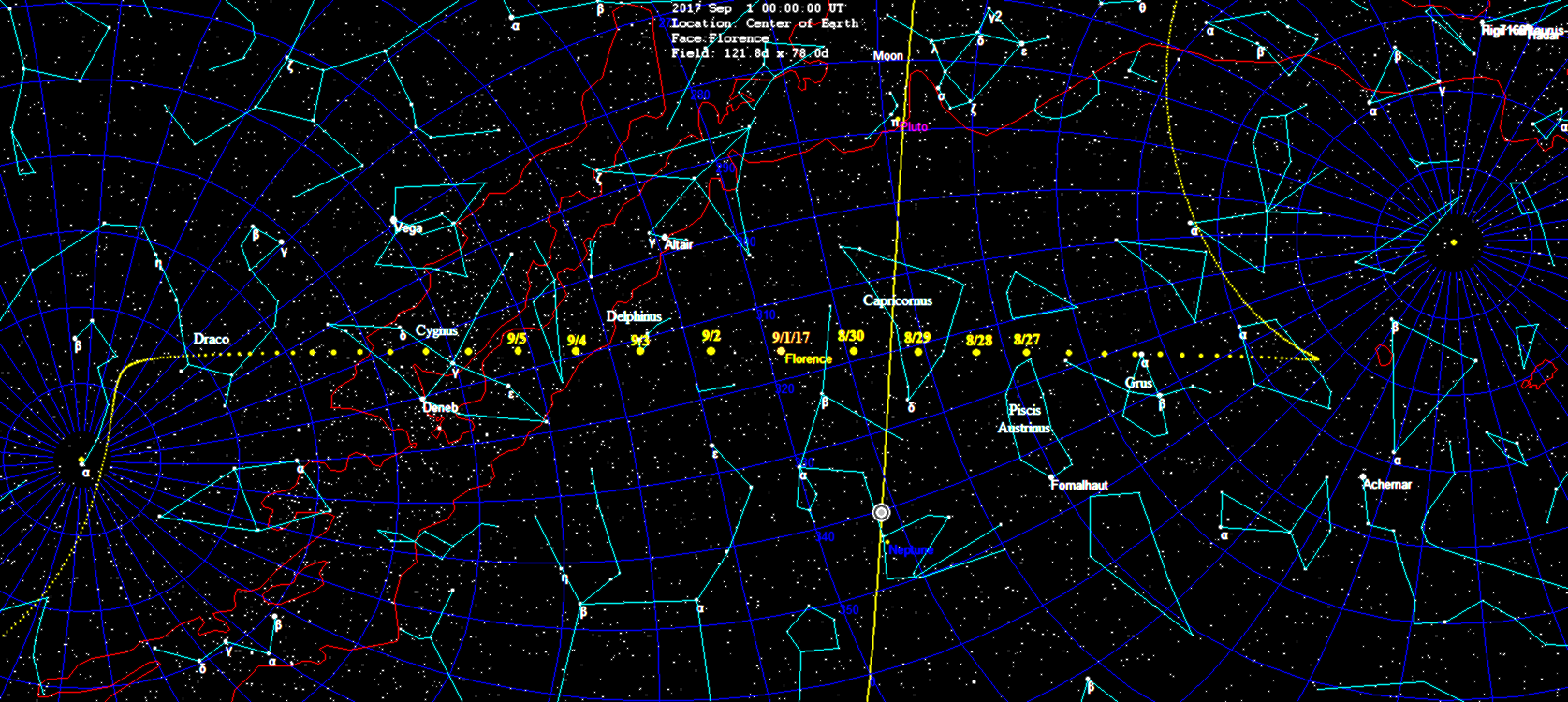
Mouvement quotidien de l'astéroïde (3122) Florence vu de la Terre aux alentours du survol du 1er septembre 2017.
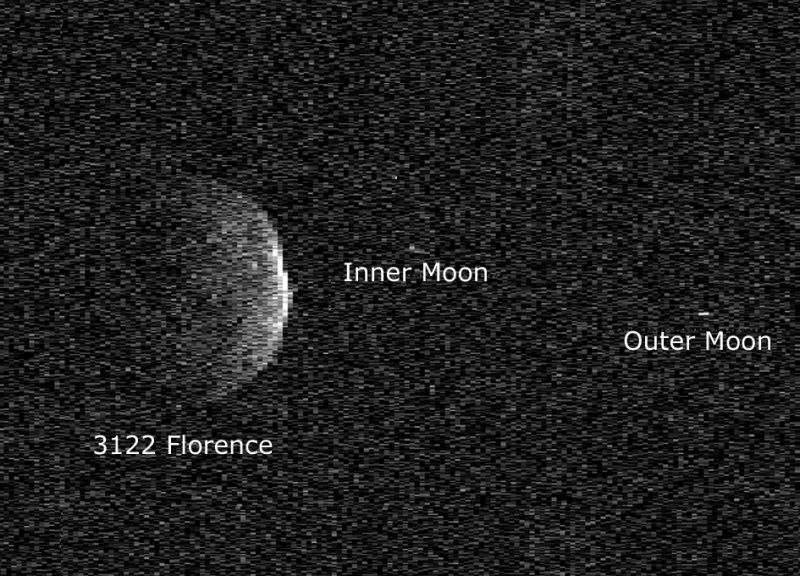
Florence et ses 2 lunes